# Jacob C. Isacks
Jacob C. Isacks (* 1. Januar 1767 im Montgomery County, Province of Pennsylvania; † 1835 in Winchester, Tennessee) war ein US-amerikanischer Politiker. Zwischen 1823 und 1833 vertrat er den Bundesstaat Tennessee im US-Repräsentantenhaus.

## Werdegang
Jacob Isacks zog, nachdem er in Pennsylvania aufgewachsen war, nach Winchester in Tennessee, wo er eine politische Laufbahn einschlug. Zunächst wurde er Mitglied der Demokratisch-Republikanischen Partei. In den 1820er Jahren schloss er sich der Bewegung um den späteren Präsidenten Andrew Jackson und der von diesem im Jahr 1828 gegründeten Demokratischen Partei an.	
Bei den Kongresswahlen des Jahres 1822 wurde er im fünften Wahlbezirk von Tennessee in das US-Repräsentantenhaus in Washington, D.C. gewählt, wo er am 4. März 1823 die Nachfolge von John Rhea antrat. Nach vier Wiederwahlen konnte er bis zum 3. März 1833 fünf Legislaturperioden im Kongress absolvieren. Seit 1825 vertrat er dort als Nachfolger von Sam Houston den vierten Distrikt seines Staates. Von 1827 bis 1831 war Isacks Vorsitzender des Ausschusses für öffentliche Landflächen. Seit dem Amtsantritt von Andrew Jackson als US-Präsident wurde im Kongress heftig über dessen Politik diskutiert. Dabei ging es um die umstrittene Durchführung des Indian Removal Act, die Nullifikationskrise mit dem Staat South Carolina und die Bankenpolitik des Präsidenten.
1832 wurde Jacob Isacks nicht erneut bestätigt. Er starb im Jahr 1835 in Winchester.